# Demokratische Linke Bewegung
Die Demokratische Linke Bewegung (französisch Mouvement de la gauche démocratique au Liban, Kürzel MDG, arabisch حركة اليسار الديمقراطي, DMG Ḥarakat al-Yasār ad-Dīmuqrāṭī, Kürzel HYD) ist eine im September 2004 gegründeten politische Partei im Libanon.

## Ideologisches Profil
Die Demokratische Linksbewegung tritt für eine Sozialdemokratie im europäischen Stil ein und will die Lücke zwischen arm und reich schließen, ohne in die Freiheit oder ökonomische Produktivität einzugreifen. Allerdings ermöglicht die Partei die Existenz verschiedener Strömungen, die über unterschiedliche Anschauungen und Plattformen verfügen. Insofern ist die Ideologie der Demokratischen Linksbewegung breit gefächert und beruht auf einem gemeinsamen Nenner von allen Beteiligten.
Die Demokratische Linksbewegung ist eine der wenigen Parteien im Libanon, die für einen säkularen Staat eintreten. Die Bewegung ist allerdings der pragmatischen Auffassung, dass der Libanon das konfessionelle System eher schrittweise überwinden soll, als eine einzige radikale Änderung durchzuführen.
Die Partei hat aktiv an der Zedernrevolution teilgenommen, die ihren Höhepunkt am 14. März 2005 erreichte, als über eine Million Demonstranten zusammenkamen, um ein Ende der syrischen Hegemonie über den Libanon zu erreichen. Während dieser Proteste trat die Bewegung auch gegen Rassismus und Chauvinismus ein.

## Struktur
Die Demokratische Linksbewegung ist die einzige politische Partei im Libanon, die unterschiedliche Strömungen und eine Dezentralisierung innerhalb der Bewegung ermöglicht.
Die Vollversammlung der Partei wählt einen Landesausschuss und zwar auf Basis des Proporzes, wobei jede Strömung eine Liste aufstellt. Die Vollversammlung entscheidet über die politischen Prioritäten, Allianzen und wählt ein Exekutivbüro für Entscheidungen über die folgenden tagespolitischen Themen. Es werden auch regionale und fachliche Ausschüsse gewählt, wobei diese über eine relative Autonomie verfügen und nicht durch das Exekutivbüro oder die Parteivollversammlung kontrolliert werden.

## Formierung
Die Bewegung wurde aus Intellektuellen, die sich zuvor von der Libanesischen Kommunistischen Partei (LCP) abgespaltet hatten und linken Studentengruppen gebildet. Die Gründer hatten einige kritische Verlautbarungen über die syrische Anwesenheit im Libanon geäußert und zur Schaffung einer neuen Linken aufgerufen und eine Versammlung einberufen, in welcher ein Gründungsausschuss gewählt wurde.

## Geschichte
Im Verlauf der späten 1980er-Jahre wurde durch das syrische Regime eine Attentatswelle in Gang gesetzt, deren unter anderem Hussein Mroue und Mahdi Amel zum Opfer fielen. Diese Welle ging einher mit dem Zusammenbruch des wichtigsten Unterstützers der Linken im Libanon, der Sowjetunion.
Die syrische Anwesenheit im Libanon schuf unter den führenden Linken ein Dilemma. Sollte die Linke sich dieser Anwesenheit anpassen, um die Gefahr von außen abzuwehren oder sollte zunächst die Demokratie gesucht werden, als ein Mittel zur Befreiung der Araber und als Schlüssel zur Abwehr der Gefahr, ob von außen oder innen?
Die Teilung der Linken überlebt bis heute und ist seit ihrem Entstehen verschiedenen Entwicklungen untergangen. Die erste und wichtigste Entwicklung war der Rücktritt von George Hawi, dem Vorsitzenden der Libanesischen Kommunistischen Partei (LCP) im Jahre 1992. Hawi wird zitiert, dass es besser ist „das Schiff zu verlassen, bevor es untergeht“ und nahm damit auf den Kollaps der Sowjetunion Bezug.
Verschieden Stimmen unter den Kommunisten begannen dann, die Abweisung des sowjetischen Modells und eine Erneuerung der Partei als eine Speerspitze im Kampf für Libanons Souveränität und Unabhängigkeit zu fordern.
Der erste Bruch der Linken erfolgte als kommunistische Studenten, die sogenannten Unabhängigen Linken Gruppen gründeten. Diese erzielten einen anfänglichen Erfolg, was gegensätzliche Gruppierungen in der Libanesischen Kommunistischen Partei auf den Plan rief, die ihrerseits sich gegen die Führung stellten und begannen, eine Erneuerung der Struktur, der Ideologie und dem Auftreten nach außen zu fordern.
Zu dem Zeitpunkt öffneten sich die Schere zwischen der Parteiführung und linken Intellektuellen weiter. Die Führung der Partei schloss einige studentische Mitglieder aus, um die Oppositionsstimmen innerhalb der Partei zum Schweigen zu bringen.
Die ausgeschlossenen Studenten waren fest entschlossen, ihre unterschiedlichen Ideen durchzusetzen und gründeten nun die Kommunistische Studentenorganisation und verursachte damit weitere Brüche innerhalb der kommunistischen Partei.
Die Spaltungen innerhalb der Libanesischen Kommunistischen Partei erreichten ihren Höhepunkt während der 9. Parteivollversammlung, als quasi-Stalinisten ihren Weg an die Parteispitze fanden, wobei diese Wahlen demokratische Mängel aufwiesen.
Die oppositionellen Gruppierungen in der kommunistischen Partei verließen diese und bildeten zusammen mit anderen linken Intellektuellen und den Unabhängigen Linken Gruppen die Demokratische Linksbewegung.

## Attentate
Am 2. Juni 2005 fiel Samir Kassir, ein bekannter libanesischer Journalist und einer der Gründer der Bewegung einem Attentat zum Opfer. Weniger als einen Monat später starb am 21. Juni 2005 George Hawi, der frühere Generalsekretär der Libanesischen Kommunistischen Partei bei einem Autobombenanschlag in Beirut. Die Bewegung beschuldigt Damaskus und die Regierung von Präsident Baschar al-Assad und deren Mittelsleute im libanesischen Sicherheitsapparat, für die Morde verantwortlich zu sein.

## Wahlen
Bei den vorletzten Parlamentswahlen im Libanon 2005 gewann die Linksbewegung als Mitglied der anti-syrischen Allianz des 14. März einen Sitz in der Nationalversammlung und wurde die erste Linkspartei, die jemals in dem Parlament vertreten war.

## Weblink
- Middle East Intelligence Bulletin – Pressemitteilung vom 4. Februar 2004 (englisch)